# أمامزادة علي اكبر (حسين أباد كردها)
أمامزادة علي اکبر (بالفارسية: امامزاده علی‌اکبر) هي منطقة سكنية تقع في إيران في البلدة المركزية. يقدر عدد سكانها بـ 25 نسمة .